# Vanni Lòriga
Vanni Lòriga, pseudonimo di Giovanni Maria Lòriga (Isili, 2 marzo 1927 – Roma, 19 luglio 2022), è stato un militare, giornalista e scrittore italiano, atleta ed allenatore, docente di atletica leggera e di orienteering, è considerato uno dei più quotati esperti di atletica in Italia.

## Biografia

### La carriera militare e sportiva
Di famiglia lurese, Vanni Lòriga è nato a Isili (Provincia del Sud Sardegna), ove suo padre, militare di carriera, prestava servizio. Negli anni ‘30 il padre si trasferisce con tutta la famiglia nella nuova destinazione di Torino, ove Lòriga completa la sua istruzione scolastica; nel 1942 si affaccia all'atletica leggera, come podista e marciatore agonista, ma con scarsi risultati.
Alla fine degli anni '40, Lòriga inizia la carriera militare come ufficiale dei bersaglieri, ed esordisce come allenatore della squadra del 1º reggimento bersaglieri e, poi, della Regione Militare centrale. Nel 1957 gli viene assegnata la cattedra di atletica leggera, che terrà sino al 1960, presso la Scuola militare di Educazione fisica di Orvieto; ivi introduce la disciplina dell'orienteering, compilando le prime dispense pubblicate in Italia. Contemporaneamente assume il comando del plotone dei pugili dell'Esercito che, allenato da Natalino Rea e da Armando Poggi, conquista tre ori (con il bersagliere Musso, il Vigile del fuoco Benvenuti e l'artigliere corazzato De Piccoli), ai Giochi Olimpici di Roma nel 1960.
Successivamente gli è affidato il comando di compagnia del 4º reggimento corazzato Legnano e, nel 1963, è trasferito a Montelibretti, per allenare la Nazionale militare di Pentathlon moderno (che componeva per intero la Nazionale maggiore di tale sport); dopo un periodo al comando della 1ª compagnia speciale atleti della Cecchignola e come capo ufficio stampa del Ministero della difesa, nel 1967, Lòriga lascia le Forze Armate, con il grado di maggiore, per intraprendere la carriera giornalistica.

### La carriera di giornalista e scrittore
Già nei primi anni '50, Vanni Lòriga aveva effettuato alcune collaborazioni sui quotidiani Il Paese e Paese Sera, con Antonio Ghirelli responsabile delle pagine sportive. Nel 1956 era  stato inviato  a titolo di premio e per aggiornamento professionale ad assistere ai Giochi Olimpici di Melbourne; in qualità di dirigente sportivo, aveva presenziato ai Giochi di Roma del 1960 e, in rappresentanza dell'Ufficio stampa del Ministero della Difesa, anche a quelli di Tokyo 1964. Assunta la direzione del Corriere dello Sport, Ghirelli  si ricorda di Lòriga quando gli si pone il problema di rimpiazzare il dimissionario articolista Cesare Lanza; affida quindi al tecnico sardo la responsabilità dei servizi di atletica leggera.
Sino al 1992, per oltre venticinque anni, Vanni Lòriga  è capo servizio del quotidiano sportivo nazionale, firmando articoli di atletica, basket e altri sport. È inviato speciale del giornale per tutte le successive Olimpiadi, sino al 1992. È a Monaco di Baviera, nel 1972, quando un commando di otto palestinesi di Settembre Nero compie un'azione terroristica che si concluderà con la strage di undici atleti israeliani, un poliziotto tedesco e cinque fedayn; per seguire in prima fila l'evolversi del drammatico avvenimento, Lòriga scavalca la recinzione del villaggio olimpico, dichiarata "off-limits" dalle forze di polizia tedesche e si procura una frattura esposta della tibia e del perone, che richiede 48 punti di sutura.
Passato alla Stampa di Torino, Lòriga è inviato speciale anche ad Atlanta 1996. Collabora poi con l'Équipe di Parigi e per il Marca di Madrid. Dal maggio 2012 è direttore di Athlon, la rivista della FIJLKAM-Federazione Italiana Judo Lotta Karate Arti Marziali.
Contemporaneamente si dedica alla pubblicazione di libri specializzati. Vince due volte il premio letterario CONI-USSI per la cronaca e per l'inchiesta; con il libro La corsa alla salute, scritto insieme al mezzofondista Franco Fava, è segnalato per il Premio Bancarella.
Il suo volume Roma olimpica. La meravigliosa estate del 1960, scritto per celebrare il cinquantenario dell'Olimpiade romana, è stato ufficialmente presentato e consegnato dall'autore al Presidente della repubblica Giorgio Napolitano.

## Curiosità
Nel gennaio 1966, il maggiore Lòriga negò al militare Gianni Gross, primatista italiano dei 100 e dei 200 m rana, il permesso di partecipare alla trasferta a Brema della Nazionale italiana di nuoto, essendo il nuotatore contemporaneamente impegnato nel Campo d'arme della 1ª Compagnia Speciale Atleti, di cui Lòriga era comandante. Tale presa di posizione del maggiore sardo, salvò la vita al ranista, in quanto tutti i compagni di squadra del nuotatore persero la vita nel tragico incidente aereo del 26 gennaio 1966, insieme all'allenatore Paolo Costoli e al telecronista Nico Sapio.

## Opere
- Vanni Lòriga, Franco Fava, La corsa alla salute. Manuale di jogging in 2 volumi, Napoli, I.N.E.I., 1980.
- Vanni Lòriga, Formia 40 anni di atletica. 1955-1995, la storia della Scuola Nazionale di Atletica Leggera, F.I.D.A.L., 1996.
- Vanni Lòriga, Gianni Bezzi, Atleti in uniforme. 45 medaglie olimpiche da Lillehammer a Nagano (passando per Atlanta), Roma, Edizioni grafica CdP, 1998.
- Giovanni Maria Lòriga, Alà dei sardi: un paese in corsa. Un quarto di secolo di atletica leggera in Sardegna e nel mondo, Ozieri, Il Torchietto, 1999.
- Vanni Lòriga, Fabio Massimo Splendore e Antonino Errante Parino, Un cuore cremisi sul podio. I gruppi sportivi Polizia di Stato, Fiamme oro tra passato, presente e futuro, Roma, Robuffo, 2005.
- Vanni Lòriga, Formia, il sogno continua. 1955-2005, la storia della Scuola nazionale di atletica leggera Bruno Zauli, Tivoli, Mancini, 2005.
- Vanni Lòriga, Racconto 80 anni di sport militare, Firenze, Spiridon Italia, 2009.
- Vanni Lòriga, Augusto Frasca, Roma olimpica. La meravigliosa estate del 1960, Cassina de’ Pecchi, Vallardi, 2010.
- Vanni Lòriga, Pierluigi Lazzarini, L'Esercito ai Giochi Olimpici, Roma, Ufficio Storico Stato Maggiore Esercito, 2013.